# Hypostomus coppenamensis
Hypostomus coppenamensis är en fiskart som beskrevs av Boeseman, 1969. Hypostomus coppenamensis ingår i släktet Hypostomus och familjen Loricariidae. Inga underarter finns listade i Catalogue of Life.